# منظمة الأمم المتحدة للتنمية الصناعية
منظمة الأمم المتحدة للتنمية الصناعية (بالإنجليزية: United Nations Industrial Development Organization)‏ كما تعرف أيضاً باسم يونيدونسبة للاختصار (بالإنجليزية: UNIDO)‏ هي وكالة متخصصة في منظمة الأمم المتحدة، ومقرها في فيينا - النمسا. الهدف الرئيسي للمنظمة هو تعزيز وتسريع التنمية الصناعية في الدول النامية والبلدان التي تمر اقتصاداتها بمرحلة انتقالية وتعزيز التعاون الصناعي الدولي.

## نظرة عامة
تعتقد اليونيدو أن الصناعة تنافسية المستدامة بيئيا لها دور حاسم في تسريع وتيرة النمو الاقتصادي والحد من الفقر وتحقيق أهداف التنمية للألفية. تعمل المنظمة لذلك من أجل تحسين نوعية حياة الفقراء في العالم من خلال الاعتماد على مواردها العالمية المشتركة والخبرات في المجالات التالية:
- الحد من الفقر من خلال الأنشطة الإنتاجية.
- بناء القدرات التجارية.
- الطاقة والبيئة.

تتماشى هذة الأهداف مع خطط الأمم المتحدة واليونيدو والتي تم التصريح بها من العديد من المصادر في الخطط طويلة الأجل وخطط منتصف المدة ومن أجل تحقيق هذه الأهداف يقوم اليونيدو بالتالي:
- تشجيع التنمية الصناعية المستدامة في البلدان ذات الاقتصادات النامية أو المارة بمرحلة انتقالية.
- تسخير القوى المشتركة للحكومات والقطاع الخاص لتشجيع الإنتاج الصناعي القادر على المنافسة، وتعمل على إقامة شراكات صناعية دولية
- تشجيع التنمية الصناعية المنصفة اجتماعيا والسليمة بيئيا.[2])
- تحليل الاتجاهات، ونشر المعلومات وتنسيق الأنشطة في تنميتها الصناعية.
- يوفر التعاون التقني للدول النامية لتنفيذ خطط التنمية المستدامة من أجل التصنيع في قطاعاتها، التعاونية العامة والخاصة.

وهدف اليونيدو النهائي هو إيجاد حياة أفضل للناس بإرساء قاعدة صناعية للرخاء والقوة الاقتصادية على المدى الطويل.
يتركز نشاط اليونيدو إلى حد كبير في البلدان النامية، مع الحكومات ورابطات الأعمال التجارية، والشركات الفردية. المنظمة «الوحدات الخدمية» والصناعية والحكم والإحصاء، ترويج الاستثمار والتكنولوجيا والقدرة التنافسية الصناعية والتجارة والقطاع الخاص للتنمية، والصناعات الزراعية ,الطاقة المتجددة وتغير المناخ ,وبروتوكول مونتريال ,و الإدارة البيئية.
في عام 2004 ,أنشأت اليونيدو برنامج سفيرة اليونيدو للنوايا الحسنة.

## الرؤساء التنفيذيون لليونيدو

### المديرون التنفيذيون لليونيدو
- (إبراهيم حلمي عبد الرحمن (مصر) 1967–1974.
- (عبد الرحمن خان ((الجزائر) 1975–1985.

### المديرون العامون لليونيدو
- سيازون الابن (الفلبين) 1985-1992.
- موريسيو دي ماريا كامبوس (المكسيك) 1993-1997.
- ألفريدو ماغارينيوس كارلوس (الأرجنتين) 1998-2005.
- (كانديه يومكيلا ( سيراليون) ديسمبر 2005.

## حقائق وأرقام
أصبح عدد الدول الأعضاء في اليونيدو 170 دولة حتى عام 2016 . المنظمة توظف نحو 650 من الموظفين في المقر وفي مجال التمثيل في حوالي 80 بلد، وتوجه خدماتها عن طريق 2,800 خبير دولي ووطني في (ما يقارب 50 ٪ من الدول النامية) سنويا، والذين يعملون في مهام المشروع في جميع أنحاء العالم. في عام 2007، كان هناك حوالي 850 مشروع لليونيدو في مجال التعاون التقني في نحو 120 بلدا.
يقع المقر الرئيسي لليونيدو في مركز فيينا الدولي للأمم المتحدة والذي يستضيف أيضا الوكالة الدولية للطاقة الذرية، ومكتب الأمم المتحدة المعني بالمخدرات والجريمة واللجنة التحضيرية لمنظمة معاهدة الحظر الشامل للتجارب النووية.